# Hernani (Eastern Samar)
Hernani ist eine philippinische Stadtgemeinde in der Provinz Eastern Samar. 

## Baranggays
Hernani ist politisch in 13 Baranggays unterteilt. Die vier Baranggays im Hauptort tragen lediglich Nummern.
- Barangay 1
- Barangay 2
- Barangay 3
- Barangay 4
- Batang
- Canciledes
- Carmen
- Garawon
- Nagaja
- Padang
- San Miguel
- San Isidro
- Cacatmonan

## Geschichte
Hernani wurde um das Jahr 1850 von einem Siedler aus Guiuan mit dem Namen Miguel Candido gegründet. Hernani wurde durch Erlass einer königlichen Anordnung am 4. Januar 1864 eine selbständige Gemeinde.
Am 12. Oktober 1897 wurde Hernani von riesigen Flutwellen getroffen. Mehr als 300 Menschen wurden getötet, öffentliche Gebäude und Häuser wurden zerstört, darunter auch die neugebaute Steinkirche. In der Folge dieser Katastrophe verlegten die Überlebenden den Hauptort an eine sichere Stelle etwa eineinhalb Kilometer landeinwärts, an die Stelle des heutigen Hauptorts.
Gleich nach dem Philippinisch-Amerikanischen Krieg verlor Hernani seine Selbständigkeit als Stadtgemeinde und wurde als barrio (Ortsteil) der Gemeinde Lanang (dem heutigen Llorente) angegliedert. 1912 wurde Hernani durch Verabschiedung eines Regierungserlasses des US-amerikanischen Generalgouverneurs der Philippinen Leonard Wood erneut selbständige Stadtgemeinde.